# Campeonato Mundial de Halterofilismo de 2009 - Até 69 kg masculino
A competição masculina na divisão até 69 kg foi realizada em 22 de novembro de 2009.

## Calendário
Os competidores foram divididos em três grupos:
| Dia            | Horário | Fase    |
| -------------- | ------- | ------- |
| 22 de novembro | 09:00   | Grupo C |
| 22 de novembro | 13:00   | Grupo B |
| 22 de novembro | 19:00   | Grupo A |

## Medalhistas
| Prova     | Ouro           | Ouro   | Prata                 | Prata  | Bronze                | Bronze |
| --------- | -------------- | ------ | --------------------- | ------ | --------------------- | ------ |
| Arranque  | Liao Hui (CHN) | 160 kg | Ninel Miculescu (ROU) | 155 kg | Arakel Mirzoyan (ARM) | 154 kg |
| Arremesso | Liao Hui (CHN) | 186 kg | Kim Sun-bae (KOR)     | 181 kg | Triyatno (INA)        | 180 kg |
| Total     | Liao Hui (CHN) | 346 kg | Arakel Mirzoyan (ARM) | 334 kg | Triyatno (INA)        | 330 kg |

## Recordes
Antes desta competição, os recordes mundiais da categoria eram os seguintes:
| Recorde         | Tipo      | Atleta                | Peso   | Local       | Data                   |
| Recorde mundial | Arranque  | Georgi Markov (BUL)   | 165 kg | Sydney      | 20 de setembro de 2000 |
| Recorde mundial | Arremesso | Zhang Guozheng (CHN)  | 197 kg | Qinhuangdao | 11 de setembro de 2003 |
| Recorde mundial | Total     | Galabin Boevski (BUL) | 357 kg | Doha        | 24 de novembro de 1999 |

## Resultados
Ref.
| Pos. | Atleta                     | Grupo | Peso (kg) | Arranque (kg) | Arranque (kg) | Arranque (kg) | Arranque (kg) | Arremesso (kg) | Arremesso (kg) | Arremesso (kg) | Arremesso (kg) | Total (kg) |
| Pos. | Atleta                     | Grupo | Peso (kg) | 1             | 2             | 3             | Pos.          | 1              | 2              | 3              | Pos.           | Total (kg) |
| ---- | -------------------------- | ----- | --------- | ------------- | ------------- | ------------- | ------------- | -------------- | -------------- | -------------- | -------------- | ---------- |
| 1    | Liao Hui (CHN)             | A     | 68,92     | 155           | 160           | 166           | 1             | 186            | 186            | —              | 1              | 346        |
| 2    | Arakel Mirzoyan (ARM)      | A     | 68,61     | 150           | 154           | 154           | 3             | 180            | 184            | 184            | 4              | 334        |
| 3    | Triyatno (INA)             | A     | 68,16     | 140           | 145           | 150           | 4             | 180            | 185            | 185            | 3              | 330        |
| 4    | Ninel Miculescu (ROU)      | A     | 68,54     | 148           | 151           | 155           | 2             | 173            | 178            | 180            | 6              | 328        |
| 5    | Kim Sun-bae (KOR)          | A     | 68,60     | 135           | 140           | 142           | 7             | 175            | 181            | 185            | 2              | 323        |
| 6    | Bredni Roque (CUB)         | B     | 68,48     | 134           | 140           | 143           | 6             | 169            | 175            | 175            | 5              | 318        |
| 7    | Mohamed Abdelbaki (EGY)    | A     | 68,41     | 141           | 144           | 144           | 8             | 170            | 172            | 177            | 8              | 313        |
| 8    | Bakhram Mendibaev (UZB)    | A     | 68,88     | 140           | 140           | 144           | 10            | 170            | 172            | 173            | 7              | 313        |
| 9    | Israel Rubio (VEN)         | B     | 68,68     | 136           | 141           | 141           | 9             | 165            | 170            | 170            | 10             | 306        |
| 10   | Afgan Bayramov (AZE)       | A     | 68,27     | 135           | 135           | 140           | 11            | 170            | 175            | 175            | 9              | 305        |
| 11   | Isaac Morillas (ESP)       | B     | 68,88     | 128           | 133           | 133           | 13            | 152            | 160            | 169            | 12             | 288        |
| 12   | Henry Brower (USA)         | B     | 68,68     | 124           | 127           | 130           | 14            | 155            | 160            | 160            | 11             | 287        |
| 13   | Francis Luna-Grenier (CAN) | C     | 68,77     | 122           | 122           | 130           | 12            | 157            | 157            | 165            | 14             | 287        |
| 14   | Mark Spooner (NZL)         | B     | 68,72     | 124           | 127           | 127           | 18            | 152            | 152            | 156            | 15             | 280        |
| 15   | François Etoundi (AUS)     | B     | 68,77     | 125           | 129           | 129           | 17            | 152            | 152            | —              | 17             | 277        |
| 16   | Roger Couoh (MEX)          | C     | 68,99     | 118           | 118           | 122           | 21            | 158            | 161            | 161            | 13             | 276        |
| 17   | Ali Mohammed (IRQ)         | C     | 67,78     | 116           | 120           | 125           | 20            | 150            | 155            | 155            | 16             | 275        |
| 18   | Caleb Williams (USA)       | C     | 68,76     | 120           | 124           | 124           | 19            | 151            | 151            | 157            | 18             | 275        |
| 19   | Kambar Toktonaliev (KGZ)   | C     | 68,93     | 115           | 120           | 120           | 23            | 145            | 150            | 150            | 19             | 260        |
| 20   | Juan Peña (DOM)            | C     | 67,75     | 105           | 110           | 115           | 22            | 135            | 142            | 150            | 20             | 257        |
| 21   | Seth Fetrie (GHA)          | C     | 68,37     | 095           | 100           | 102           | 25            | 137            | 140            | 140            | 21             | 238        |
| —    | Vencelas Dabaya (FRA)      | A     | 68,58     | 146           | 149           | 152           | 5             | 185            | 185            | 185            | —              | —          |
| —    | Jean-Baptiste Yanou (CMR)  | C     | 68,58     | 117           | 121           | 125           | 15            | 153            | 153            | 153            | —              | —          |
| —    | Manuel Martín (ESP)        | B     | 68,60     | 125           | 125           | 131           | 16            | 160            | 160            | —              | —              | —          |
| —    | Nii Darku Dodoo (GHA)      | C     | 66,60     | 100           | 105           | 105           | 24            | 140            | 140            | 140            | —              | —          |
| —    | Chinthana Vidanage (SRI)   | B     | 68,43     | 127           | 127           | —             | —             | —              | —              | —              | —              | —          |
| —    | Alexandru Dudoglo (MDA)    | B     | 68,66     | —             | —             | —             | —             | —              | —              | —              | —              | —          |